# Bregenz Handball
Il Bregenz Handball è una squadra di pallamano maschile austriaca con sede a Bregenz.
È stata fondata nel 1946.
È la squadra più titolata d'Austria con 9 campionati vinti.

## Palmarès

### Trofei nazionali
- Campionato austriaco di pallamano maschile: 9
  - 2000-01, 2001-02, 2003-04, 2004-05, 2005-06, 2006-07, 2007-08, 2008-09, 2009-10.
- ÖHB-Cup di pallamano maschile: 4
  - 1999-00, 2001-02, 2002-03, 2005-06.